# Arquidiócesis de Lilongüe
La arquidiócesis de Lilongüe (en latín: Archidioecesis Lilongven(sis) y en inglés: Roman Catholic Archdiocese of Lilongwe) es una circunscripción eclesiástica latina de la Iglesia católica en Malaui, sede metropolitana de la provincia eclesiástica de Lilongüe. La arquidiócesis tiene al arzobispo George Desmond Tambala, O.C.D. como su ordinario desde el 15 de octubre de 2021. 

## Territorio y organización
La arquidiócesis tiene 24 025 km² y extiende su jurisdicción sobre los fieles católicos de rito latino residentes en 7 distritos de la región Central: Lilongüe, Mchinji, Kasungu, Ntchisi, Dowa, Salima y Nkhotakota.
La sede de la arquidiócesis se encuentra en la ciudad de Lilongüe, en donde se halla la Catedral de Santa María Reina de África, conocida como Catedral de Maula.
En 2019 en la arquidiócesis existían 40 parroquias.
La arquidiócesis tiene como sufragáneas a las diócesis de: Dedza, Karonga y Mzuzu.

## Historia
La prefectura apostólica de Nyasa fue erigida el 31 de julio de 1889, obteniendo el territorio del vicariato apostólico de Tanganica (hoy diócesis de Kigoma).
El 12 de febrero de 1897 la prefectura apostólica fue elevada al rango de vicariato apostólico, en virtud del breve Ex hac del papa León XIII.
Posteriormente cedió porciones de su territorio para la erección de nuevas circunscripciones eclesiásticas:
- la prefectura apostólica de Shire (hoy arquidiócesis de Blantire) el 3 de diciembre de 1903;
- el vicariato apostólico de Banguelo (hoy arquidiócesis de Kasama) el 28 de enero de 1913 mediante el breve Magno est semper del papa Pío X;[2]
- la misión sui iuris de Lwangwa (hoy diócesis de Mpika) el 26 de mayo de 1933 mediante el breve Quae catholico del papa Pío XI;[3]
- la prefectura apostólica de Fort Jameson (hoy diócesis de Chipata) el 1 de julio de 1937 mediante la bula Quo in Rhodesiae del papa Pío XI;[4] al mismo tiempo incorporó una porción de territorio que pertenecía a la misión sui iuris de Lwangwa;
- la prefectura apostólica de Nyasa Septentrional (hoy diócesis de Mzuzu) el 8 de mayo de 1947 mediante la bula Quo in Nyassaland del papa Pío XII.[5]

El 12 de julio de 1951 asumió el nombre de vicariato apostólico de Likuni en virtud del decreto Cum in regione de la Congregación de Propaganda Fide.
El 29 de abril de 1956 cedió otra porción de territorio para la erección del vicariato apostólico de Dedza (hoy diócesis de Dedza) mediante la bula Etsi cotidie del papa Pío XII.
El 20 de junio de 1958 cambió de nuevo su nombre a vicariato apostólico de Lilongüe en virtud de otro decreto llamado Cum in regione de la Congregación de Propaganda Fide.
El 25 de abril de 1959 el vicariato apostólico fue elevado a diócesis con la bula Cum christiana fides del papa Juan XXIII. Originalmente era sufragánea de la arquidiócesis de Blantire.
El 9 de febrero de 2011 la diócesis fue elevada al rango de arquidiócesis metropolitana en virtud de la bula Quotiescumque Evangelii del papa Benedicto XVI.

## Estadísticas
De acuerdo al Anuario Pontificio 2020 la arquidiócesis tenía a fines de 2019 un total de 1 925 600 fieles bautizados.
| Año                                                                             | Población            | Población | Población      | Sacerdotes | Sacerdotes    | Sacerdotes    | Bautizados por sacerdote | Diáconos permanentes | Religiosos | Religiosos | Parroquias |
| Año                                                                             | Bautizados católicos | Total     | % de católicos | Total      | Clero secular | Clero regular | Bautizados por sacerdote | Diáconos permanentes | Varones    | Mujeres    | Parroquias |
| ------------------------------------------------------------------------------- | -------------------- | --------- | -------------- | ---------- | ------------- | ------------- | ------------------------ | -------------------- | ---------- | ---------- | ---------- |
| 1950                                                                            | 68 674               | 500 000   | 13.7           | 39         | 39            |               | 1760                     |                      | 7          | 56         |            |
| 1970                                                                            | 175 614              | 1 200 000 | 14.6           | 66         | 11            | 55            | 2660                     |                      | 74         | 126        | 16         |
| 1978                                                                            | 257 179              | 1 627 179 | 15.8           | 64         | 15            | 49            | 4018                     |                      | 62         | 102        | 22         |
| 1990                                                                            | 482 492              | 2 511 000 | 19.2           | 90         | 32            | 58            | 5361                     |                      | 70         | 158        | 25         |
| 1999                                                                            | 446 488              | 4 000     | 11.2           | 93         | 42            | 51            | 4800                     |                      | 62         | 210        | 32         |
| 2000                                                                            | 567 395              | 4 000     | 14.2           | 91         | 41            | 50            | 6235                     |                      | 61         | 215        | 32         |
| 2001                                                                            | 561 395              | 3 630 000 | 15.5           | 91         | 40            | 51            | 6169                     |                      | 67         | 224        | 33         |
| 2002                                                                            | 595 395              | 3 993 000 | 14.9           | 88         | 36            | 52            | 6765                     |                      | 69         | 238        | 33         |
| 2003                                                                            | 598 800              | 3 997 000 | 15.0           | 91         | 39            | 52            | 6580                     |                      | 69         | 244        | 33         |
| 2004                                                                            | 774 760              | 4 068 000 | 19.0           | 112        | 60            | 52            | 6917                     |                      | 61         | 263        | 33         |
| 2013                                                                            | 1 601 000            | 5 231 000 | 30.6           | 83         | 48            | 35            | 19 289                   |                      | 53         | 250        | 36         |
| 2016                                                                            | 1 752 000            | 5 726 000 | 30.6           | 109        | 60            | 49            | 16 073                   |                      | 65         | 239        | 37         |
| 2019                                                                            | 1 925 600            | 6 294 700 | 30.6           | 115        | 71            | 44            | 16 744                   |                      | 61         | 270        | 40         |
| Fuente: Catholic-Hierarchy, que a su vez toma los datos del Anuario Pontificio. |                      |           |                |            |               |               |                          |                      |            |            |            |

## Episcopologio
- Joseph-Marie-Stanislas Dupont, M.Afr. † (12 de febrero de 1897-24 de febrero de 1911 renunció)
- Mathurin Guillemé, M.Afr. † (24 de febrero de 1911-27 de junio de 1934 renunció)
- Joseph Ansgarius Julien, M.Afr. † (10 de diciembre de 1934-7 de diciembre de 1950 renunció)
- Joseph Fady, M.Afr. † (10 de julio de 1951-6 de mayo de 1972 renunció)
- Patrick Augustine Kalilombe, M.Afr. † (6 de mayo de 1972-20 de diciembre de 1979 renunció)
- Matthias A. Chimole † (20 de diciembre de 1979-11 de noviembre de 1994 retirado)
- Tarcisius Gervazio Ziyaye † (11 de noviembre de 1994 por sucesión-23 de enero de 2001 nombrado arzobispo de Blantire)
- Felix Eugenio Mkhori † (23 de enero de 2001-4 de julio de 2007 retirado)
- Rémi Joseph Gustave Sainte-Marie, M.Afr. † (4 de julio de 2007 por sucesión-3 de julio de 2013 retirado)
- Tarcisius Gervazio Ziyaye † (3 de julio de 2013-14 de diciembre de 2020 falleció) (por segunda vez)
- George Desmond Tambala, O.C.D., desde el 15 de octubre de 2021